# Birger Halvorsen
Birger Halvorsen (* 19. Februar 1905; † 7. September 1976) war ein norwegischer Hochspringer.
Bei den Leichtathletik-Europameisterschaften 1934 gewann er Silber mit seiner persönlichen Bestleistung von 1,97 m.